# El Cerrito, Tonaya
El Cerrito är en ort i Mexiko.   Den ligger i kommunen Tonaya och delstaten Jalisco, i den södra delen av landet, 500 km väster om huvudstaden Mexico City. El Cerrito ligger 949 meter över havet och antalet invånare är 304.
Terrängen runt El Cerrito är varierad. Runt El Cerrito är det ganska glesbefolkat, med 28 invånare per kvadratkilometer. Närmaste större samhälle är San Gabriel, 12,0 km sydväst om El Cerrito. I omgivningarna runt El Cerrito växer huvudsakligen savannskog.